# Numidija
Numidija je nekdanje berbersko kraljestvo v severni Afriki, ki je sprva obsegal ozemlje, ki zdaj sestavlja Alžirijo, kasneje pa se je razširilo čez tisto, kar je danes znano kot Tunizija in Libija. Državna ureditev je bila prvotno razdeljena med Masili na vzhodu in Masesili na zahodu. Med drugo punsko vojno (218–201 pr. n. št.) je Masinisa, kralj Masilijev, premagal Sifaksa iz Masesilijev in združil Numidijo v prvo berbersko državo v današnji Alžiriji. Kraljestvo se je začelo kot suverena država, kasneje pa se je spreminjalo med rimsko provinco in rimskim klientom.
Numidija je v svojem največjem obsegu mejila na Mavretanijo na zahodu, pri reki Muluja, Afriko Proconsularis na vzhodu, Sredozemsko morje na severu in Saharo na jugu.

## Zgodovina

### Neodvisno kraljestvo
Ggrški zgodovinarji so ta ljudstva imenovali Νομάδες (tj. Nomadi), kar je po latinski razlagi postalo Numidae (vendar prim. tudi pravilno uporabo Nomadov). Zgodovinar Gabriel Camps pa izpodbija to trditev in daje prednost afriškemu izvoru izraza.
Ime Numidija je prvi uporabil Polibij v 3. stoletju pr. n. št. za ozemlje zahodno od Kartagine, h kateremu je spadala cela severna Alžirija do reke Muluje kakšnih 160 km zahodno od Orana. Numidijci so se delili na dve veliki skupini plemen: Masili na vzhodu in Masesili na zahodu. 
V prvem delu druge punske vojne so bili vzhodni Masili kralja Gaja zavezniki Katragine, medtem ko so bili zahodni Masesili kralja Sifaksa zavezniki Rima. Leta 206 pr. n. št. je na vzhodu prišel na prestol kralj Masinisa, ki se je povezal z Rimom, Sifaks pa je prestopil na kartažansko stran. Po vojni so zmagovalci Rimljani prepustili vso Numidijo Masinisu. Ko je Masinisa leta 148 pr. n. št. umrl, se je njegovo kraljestvo raztezalo od Mavretanije do meje s kartažanskim ozemljem in na jugovzhodu do Cirenajke. Numidija je na kopnem povsem obdala kartažansko ozemlje.
Masinisa je po smrti nasledil njegov sin Micipsa, njega pa leta 118 pr. n. št. njegova sinova Hijempsal I. in Adrebal in Masinisov nezakonski vnuk Jugurta, ki je bil libijskega porekla in zelo priljubljen med Numidijci. Hijempsal in Jugurta sta se takoj po Micipsovi smrti sprla. Jugurta je Hijempsala ubil, kar je privedlo do odkrite vojne z Ardebalom.
Ko je Jugurta v bitki premagal Adrebala, je slednji pobegnil v Rim po pomoč. Rimski uradniki so, domnevno zaradi podkupnine, bolj verjetno pa zaradi želje, da se čim prej konča vojna v donosnem afriškem kraljestvu, ustavili vojskovanje z delitvijo Numidije na dva dela: Jugurta je dobil zahodno polovico, za katero je rimska propaganda kasneje trdila, da je bogatejša, v resnici pa je bila redkeje naseljena in manj razvita.

### Kmetijstvo
Numidijsko kraljestvo je bilo zelo znano po svojem kmetijskem pridelku; Poleg zelene solate, fižola in drugih žit, ki so jih že od pradavnine uživali Berberi, je bila Numidija zelo produktivna, ko je šlo za njeno znamenito visokokakovostno pšenico, zelo podobno pšenici, ki so jo gojili ob bregovih egipčanskega Nila.

### Vojna z Rimom
Leta 112 pr. n. št. je Jugurta zopet začel vojno z Adrebalom in si z ubojem nekaj rimskih poslovnežev, ki so podpirali Adrebala, nakopal vojno z Rimom. Po kratki vojni se je Jugurta pod izredno ugodnimi mirovnimi pogoji vdal, kar je ponovno vzbudilo sume na podkupovanje. Lokalni rimski poveljnik je moral v Rim na zaslišanje zaradi korupcije, za katero ga je obtožil njegov politični tekmec Gaj Memij. V Rim je moral kot priča proti rimskemu poveljniku tudi Jugurta. V Rimu so ga popolnoma diskreditirali zaradi njegove vsem znane nasilne in brezobzirne preteklosti in umora numidijskega tekmeca.
Med Numidijo in Rimsko republiko je izbruhnila vojna. Rim je v severno Afriko poslal več legij pod poveljstvom Kvinta Cecilija Metela Numidijskega. Vojna se je razvlekla v dolge in na videz neskončne pohode, v katerih so Rimljani nameravali dokončno poraziti Jugurta. Razočaran zaradi očitnega pomanjkanja bojev se je Metelov poročnik Gaj Marij vrnil v Rim na volitve za konzula in bil izvoljen, potem pa se je vrnil v Numidijo, da bi prevzel poveljstvo bojišča. Svojega kvestorja Lucija Kornelija Sula je poslal v sosednjo Mavretanijo, da bi prekinil njeno podporo Jugurtu. Sula je s pomočjo Bokha I. Mavretanskega Jogurta ujel, ga vklenjenega pripeljali v Rim in končal vojno. 
Jugurta so vklenjenega odpeljali v Rim in zaprli v Mamertinsko ječo. Leta 104 pr. n. št. so ga v Marijevem slavnostnem sprevodu razkazovali po rimskih ulicah in ga nato usmrtili.

### Razdeljeno kraljestvo
Po smrti Jugurte je bil skrajni zahod Numidije dodan deželi Bokha I., kralja Mavretanije. Okrnjeno kraljestvo so še naprej upravljali domači knezi. Kaže, da je bilo kraljestvo ob smrti kralja Gaude leta 88 pr. n. št. razdeljeno na večjo, vzhodno deželo in manjše, zahodno kraljestvo (približno Petite Kabylie). Kralji vzhoda so kovali kovance, medtem ko znani kovanci zahodnih kraljev niso ohranjeni. Zahodni kralji so morda bili vazali vzhodnih.
Državljanska vojna med Cezarjem in Pompejem je leta 46 pr. n. št. končala neodvisno Numidijo. Zahodno kraljestvo med rekama Savo (Oued Soummam) in Ampsaga (Oued-el-Kebir) je prešlo v roke Bokha II., medtem ko je vzhodno kraljestvo postalo rimska provinca. Preostanek zahodnega kraljestva in mesto Cirta, ki je morda pripadalo obema kraljestvoma, je pod Publijem Sitijem za kratek čas postalo avtonomna kneževina. Med letoma 44 in 40 pr. n. št. je bilo staro zahodno kraljestvo ponovno pod numidijskim kraljem Arabijem, ki je ubil Sitija in prevzel njegovo mesto. Vpleten je bil v državljanske vojne v Rimu in bil sam ubit.

### Rimska provinca
Vzhodna Numidija je bila priključena leta 46 pr. n. št., da bi ustvarila novo rimsko provinco, Africa Novo. Zahodna Numidija je bila prav tako priključena kot del province Africa Nova po smrti njenega zadnjega kralja Arabija leta 40 pr. n. št., nato pa je provinco (razen Zahodne Numidije) cesar Avgust leta 25 pr. n. št. združil s provinco Africa Vetus, v ustanovil novo provinco Africa Proconsularis. V kratkem obdobju (30–25 pr. n. št.) je Juba II. (sin Juba I.) vladal kot klientski kralj Numidije na ozemlju nekdanje province Afrika Nova.
Leta 40 n. št. je bil zahodni del prokonzula Afrike, vključno z legijsko garnizijo, postavljen pod cesarski legat in je dejansko postal ločena provinca Numidija, čeprav je bil legat Numidije nominalno podrejen prokonzulu Afrike do leta 203 n. št. Leta 193 n. št. je bila pod vodstvom Septimija Severja Numidija ločena od Afrike prokonzularis in jo je vodil cesarski prokurator.
Po Dioklecijanovih državnih reformah je bila Numidija razdeljena na dve provinci: severni del je postal Numidia Cirtensis z glavnim mestom Cirta, medtem ko je južna, ki je vključevala gorovje Aurès in je bila ogrožena zaradi napadov, postala Numidia Militiana, 'vojaška Numidija', s prestolnico v legijski bazi Lambaesis. Cesar Konstantin Veliki je provinci ponovno združil in novo provinco upravljal iz Cirte, katero je sebi v čast preimenoval v Constantina (sodobni Constantine, Alžirija). Guverner je bil leta 320 povišan na položaj konzula. Provinca je do invazije Vandalov leta 428 ostala ena od sedmih provinc Afriške dioceze. Afriška dioceza je po invaziji začela propadati, delno tudi zaradi širjenja puščave. Provinca je ostala pod vandalsko oblastjo, vendar je bila zaradi vpadov Berberov omejena samo na obalni pas. Po vandalskih vojnah z Bizantinskim cesarstvom je postala del nove pretorijanske prefekture Afrike.

## Arhitektura
Izraz »Kraljeva numidijska arhitektura« je bil skovan za spomenike, ki so jih zgradili numidijski kralji. Ti spomeniki so sestavljeni iz grobnic, tumulov in svetišč. Nekateri primeri teh struktur so mavzolej Thugga, grobnica Beni Rhenane, grobnica v Henchur Burguju na Djerbi, pa tudi dve grobnici, znani kot Madghacen in kraljevi mavretanski mavzolej. Obstajajo tudi oltarji, ki so bili zgrajeni v Simitu in Kbor Klibu. Vsi ti spomeniki so bili zgrajeni na območju, ki so mu vladali Masinisa in njegovi potomci.

## Glavna mesta
Numidija je bila zelo romanizirana in posuta s številnimi mesti. Najpomembnejši sta bili Cirta  na severu, ki je bila prestolnica in je imela svoje pristanišče Rusicada (sedanja Skikda), in Hippo regius (sedanja Annaba), dobro poznan kot sedež sv. Avguština. Iz Cirte je proti jugu vodila vojaška cesta do Teveste (Tebessa), iz  Hipa pa cesta do Lambaesisa (Lambessa).
Lambaesis je bil sedež III. legije Avgusta in zelo pomembno strateško središče, ki je obvladovalo prelaze v gorovju Aures, ki je ločevalo Numidijo od puščavskih getulijskih plemen. V Numidiji je bilo skupno približno dvajset mest, ki so, nekatera prej, druga kasneje, dobila status rimskih kolonij.  V 5. stoletju je Notitia Dignitatum naštela nič manj kot 123 sedežev, katerih škofje so se leta 479 sestali v Kartagini.